# Bunium pestalozzae
Bunium pestalozzae är en flockblommig växtart som beskrevs av Pierre Edmond Boissier. Bunium pestalozzae ingår i släktet jordkastanjer, och familjen flockblommiga växter. Inga underarter finns listade i Catalogue of Life.